# The Pope of Greenwich Village
The Pope of Greenwich Village es una película de acción estadounidense de 1984 dirigida por Stuart Rosenberg y protagonizada por Eric Roberts, Mickey Rourke y Daryl Hannah.

## Argumento
Charlie y su  primo Paulie, que siempre anda metido en líos, deciden robar $ 150.000 para respaldar una "cosa segura" en una carrera de caballos acerca de la que Paulie ha conseguido información privilegiada. El robo hará que no tarden en tener serios problemas con el jefe de la mafia local y el departamento de Policía de la corrupta ciudad de Nueva York.

## Reparto
- Mickey Rourke es Charlie.
- Eric Roberts es Paulie.
- Daryl Hannah es Diane.
- Kenneth McMillan es Barney.
- Burt Young es Eddie Grant.
- Jack Kehoe es Walter "Bunky" Ritter.
- Geraldine Page es Sra. Ritter.
- M. Emmet Walsh es Detective Burns.
- Tony Musante es Tío Pete.
- Philip Bosco es Padre de Paulie.